# 설마, 그럴리가 없어
《설마, 그럴리가 없어》는 2012년에 개봉한 대한민국의 영화이다.

## 줄거리
배우 최윤소와 뮤지션 이능룡과의 만남을 영화로 재구성한 이야기다.

## 캐스팅
- 최윤소 : 최윤소 역
- 이능룡 : 이능룡 역
- 서범석 : 서 실장 역
- 백현진 : 전 감독 역
- 전지후 : 인성 역
- 이종호 : 진우 역
- 몬구 : 몬구 역
- 이상순 : 상순 역
- 임주연 : 주연 역
- 정중엽 : 중엽 역
- 김준기 : 링구 역
- 장석원 : 음반프로듀서 역
- 장수진 : 영화스탭 1 역
- 심재현 : 영화스탭 2 역
- 손승희 : 영화스탭 3 역
- 김정은 : 능룡누나 역
- 유나미 : 라디오디제이 역
- 홍지영 : 스타일리스트언니 역
- 이은채 : 몬구여친 역
- 김수연 : 기타레슨생 역
- 백재호 : 스탭남친 역
- 이미형 : 서실장부인 역
- 박경옥 : 결혼업체직원 역
- 심재욱 : 유기견보호센터직원 역
- 박지홍 : 광고회사직원 역
- 신지현:  베이커리직원 역
- 전두관 : 영화조감독 역
- 김혜국 : 영화프로듀서 역
- 우상회 : 포토그래퍼 역
- 조성규 : 택시기사 역
- 황현희 : 황현희 역 (우정출연)
- 김태우 : 영화 감독 역 (우정출연)
- 예지원 : 영화 감독 여친 역 (우정출연)